# Sechuanmolspitsmuis
De sechuanmolspitsmuis (Anourosorex squamipes)  is een zoogdier uit de familie van de spitsmuizen (Soricidae). De wetenschappelijke naam van de soort werd voor het eerst geldig gepubliceerd door Milne-Edwards in 1872.

## Voorkomen
De soort komt voor in China, India, Laos, Birma, Thailand en Vietnam.